# Карновський Михайло
Карновський Михайло (рр. н. і см. невід.) — український гравер початку 18 ст., представник школи О. Тарасевича.

## Біографія
Освіту здобув у Чернігівському колегіумі та, ймовірно, в Київській академії.
Жив у Києві, Чернігові і Москві.

## Творчість
Працював у жанрах станкової й книжкової гравюри на дереві й металі.
В 1701—1710 був малювальником «Печатного двору» у Москві, куди переїхав на постійне мешкання 1697.
Роботи:
- фронтиспіс з постатями Піфагора й Архімеда для «Арифметики» М. Магницького (1703),
- гравюра з алегоричним образом богині розуму (поч. 18 ст.);
- теза на честь київського митрополита І. Кроковського (1706);
- теза, виконана з нагоди обрання С. Яворського «Блюстителем патріаршого престолу» (1706).